# Valentina Kozyr
Valentina Kozyr née le 25 avril 1950, est une ancienne athlète d'URSS, spécialiste du saut en hauteur.
Aux Jeux olympiques d'été de 1968 à Mexico, elle a remporté le bronze. 

## Palmarès

### Jeux olympiques d'été
- Jeux olympiques d'été de 1968 à Mexico ( Mexique)
  -  Médaille de bronze au saut en hauteur

### Championnats d'Europe d'athlétisme en salle
- Championnats d'Europe d'athlétisme en salle de 1969 à Belgrade ( Yougoslavie)
  - 4e au saut en hauteur